# Suprapto Tarman
Suprapto Tarman (* 2. Februar 1951 in Singkawang, Kalimantan Barat, Indonesien) ist ein ehemaliger Offizier der indonesischen Armee (Dienstnummer 26431). Von 1994 bis 1999 war er Regierungspräsident (Bupati) vom osttimoresischen Distrikt Aileu. Suprapto wird für den Großteil der Gewalt der pro-indonesischen Milizen 1999 in Aileu verantwortlich gemacht. Während der Operation Donner starben in Aileu 28 Menschen.

## Amtszeit in Osttimor
Indonesien hielt Osttimor seit 1975 besetzt. 1999 wurde ein Unabhängigkeitsreferendum vorbereitet, bei dem die Osttimoresen zwischen einer Autonomie innerhalb Indonesiens („Integration“) und einer völligen Unabhängigkeit wählen sollten. Von 1991 bis 1993 war Suprapto Militärbezirkskommandant in Manufahi (Kommandant, Kodim1634/ Manufahi, Osttimor) im Rang eines Oberstleutnants. Mit der Ernennung zum Bupati von Aileu wurde er zum Oberst der Infanterie befördert. Suprapto versuchte daher die Einwohner Aileus einzuschüchtern. Dazu nutzte er Milizen, wie die Ahi. Zur Finanzierung der freiwilligen Sicherheitskräfte (indonesisch Pamswakarsa) verwendete Suprapto Mittel aus dem Haushalt des Distrikts und der Sozialkasse (indonesisch Jaringan Pengaman Sosial, JPS). Ein Dokument der Mission der Vereinten Nationen in Osttimor (UNAMET) bestätigt Supraptos Verbindungen zu den Milizen.
Bei einer Blutschwur-Zeremonie am 29. Mai 1999 in Cotolau erklärte Suprapto, dass niemand in der Lage wäre, die etwa 200 Dorfbewohner zu beschützen, falls die Osttimoresen sich für die Unabhängigkeit entscheiden würden. Im Juli 1999 gelangte ein angeblich von Suprapto unterschriebener Brief an die Öffentlichkeit. Er war an die lokalen Kräfte des Militärs, die Milizen Ahi und Pamswakarsa und das politische Forum für Einheit, Demokratie und Gerechtigkeit (indonesisch Forum Persatuan, Demokrasi dan Keadlian FPDK) gerichtet und gab an, Anweisungen des militärischen Hauptquartiers in Jakarta weiterzuleiten. Zu den sechs Befehlen zur „Stabilisierung der Integration“ gehörten die Überwachung des UNAMET-Personals, die Anweisung, dass sie nicht ohne Meldung bei Polizei oder Militär irgendwo hingehen durften, und eine Ausgangssperre für die UNAMET-Mitarbeiter nach 17 Uhr. Sollten sich diese nicht an die Anweisungen halten, sollten sie verprügelt und ihr Auto demoliert werden. Suprapto bestritt, dass der Brief echt sei. Solche Briefe von indonesischen Regierungsbeamten tauchten in Osttimor im Vorfeld des Referendums vermehrt auf.
Im August erklärte Suprapto auf einer Kundgebung in Remexio, dass alle lokalen Beamten für die Autonomie stimmen müssten. Deren Gehälter sollten einbehalten werden, bis die Beamten ihren Vorgesetzten ihre Wahlregistrierungsnummer mitgeteilt hätten. Außerdem kündigte Suprapto an, dass Alfredo da Silva, dem Menschenrechtler vor Ort, der Kopf abgeschnitten werde, wenn die Autonomielösung verliert und man mit dem Kopf Fußball spielen würde. Alfredo Alpha da Silva, Koordinator der katholischen Kommission für Gerechtigkeit und Frieden in Aileu, war laut Amnesty International bereits im April von Paramilitärs mit dem Tod bedroht worden.
Nach dem Wahlgang am 30. August begannen Ahi-Milizionäre zusammen mit indonesischen Soldaten in Remexio, Lequidoe und Laulara nach Führern der Unabhängigkeitsbewegung CNRT zu suchen. Die Menschenrechtsorganisation Fortilos gab an, Suprapto hätte verärgert die Razzien angeordnet, weil die Menschen nicht wie angeordnet, vom Wahlgang ferngeblieben waren.
Anfang September erhielt das UNAMET-Team der Zivilpolizei (CivPol) von Suprapto eine Mitteilung, dass er zum „Zugführer der Miliz ernannt worden sei, um sich auf die Führung eines Bürgerkriegs vorzubereiten, falls der Autonomievorschlag abgelehnt werde“. Ein Milizenführer erklärte dem Team, er sei von Suprapto nun zum Zuständigen für „die Sicherheit von UNAMET“ ernannt und die indonesische Nationalpolizei (POLRI) abgelöst worden. Dabei drohte der Milizionär, er würde das Haus der UNAMET in die Luft jagen. Die CivPol war auch Zeuge, als das CNRT-Büro von den Milizionären niedergebrannt wurde. Die anwesende POLRI griff nicht ein. Auf Anraten eines POLRI-Beamten schlossen sich die CivPol-Beamten zu ihrer eigenen Sicherheit einem Konvoi von Familien der indonesischen Polizisten an und verließen die Stadt Aileu.
Die indonesische Untersuchungskommission für Menschenrechtsverletzungen in Osttimor (KPP-HAM) empfahl Ermittlungen gegen Suprapto, wegen der Zweckentfremdung von Geldern bei der Finanzierung der Milizen. Er verweigerte aber im Mai 2000 eine Aufforderung, zu einem Verhör der Generalstaatsanwaltschaft zu erscheinen. 2002 trat Suprapto als Zeuge im Prozess gegen José Abílio Osório Soares auf.
Inzwischen ist Suprapto im Ruhestand.